# Hagia Triada
Hagia Triada (grekiska: Den heliga treenigheten) är namn på kyrkor i Grekland.

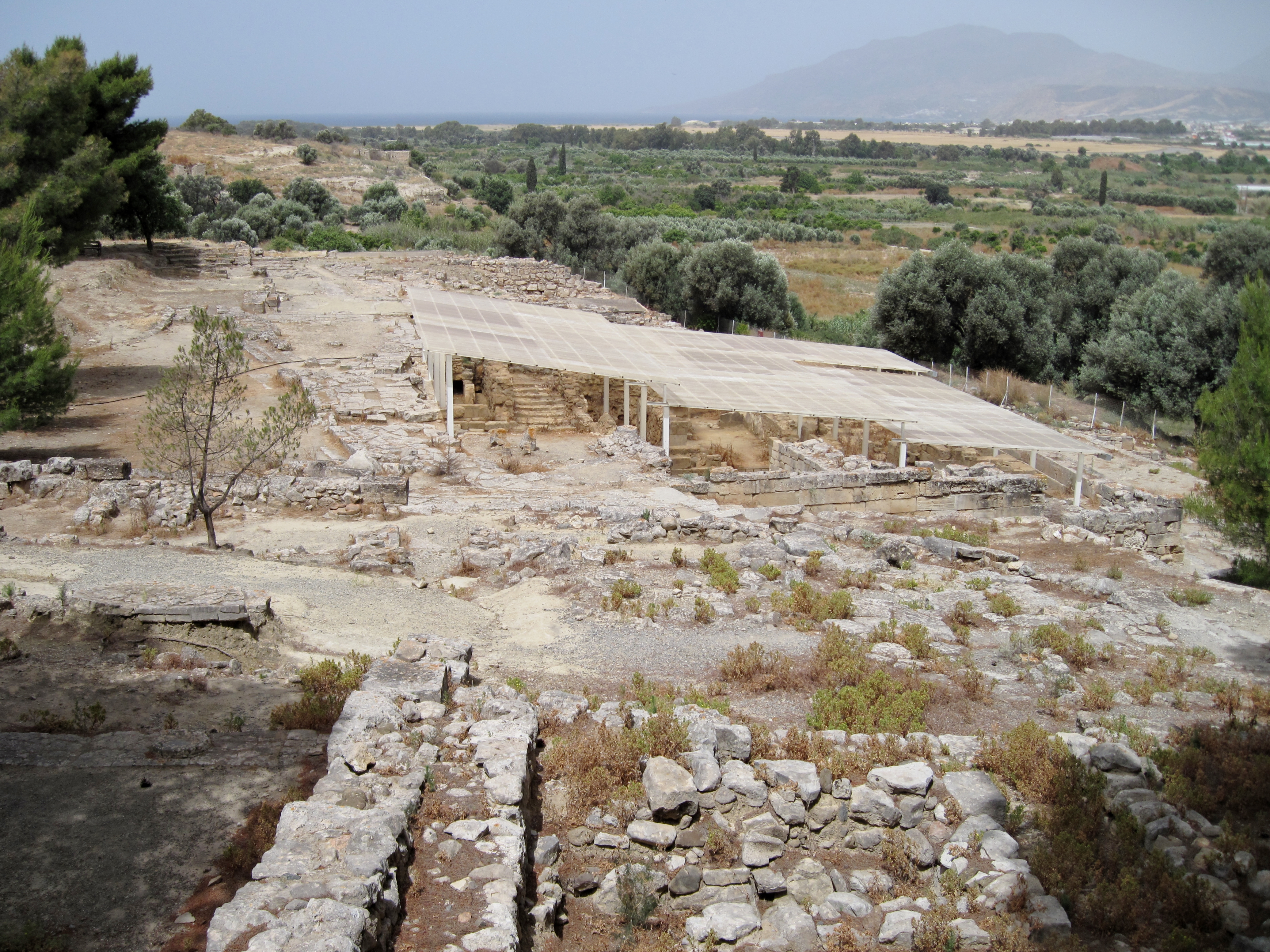
Arkeologi från Agia Triada

Mest känt är ett kapell på Kreta, i vars närhet man i början av 1900-talet fann ruiner av ett palats från minoisk tid. Bland fynden fanns väggmålningar med djurframställningar, steatitvaser m. m. Strax intill påträffades en stensarkofag med målade scener.

## Geografi
Hagia Triada ligger i södra centrala Kreta, 30–40 meter över havet. Det ligger fyra km väster om Faistos, som ligger i den västra delen av Messára. Platsen var inte enbart ett av "palatsen" på minoiska Kreta, utan en exklusiv stad, och eventuellt en kunglig bosättning. Efter katastrofen 1450 f.Kr., blev staden återuppbyggd och förblev bebodd fram till 100-talet f.Kr. Senare blev en romersk villa byggd på platsen. I närheten finns två kapell, Agia Triada och Agios Georgios, byggda under den venetianska perioden, samt den övergivna byn Agia Triada.

## Arkeologi

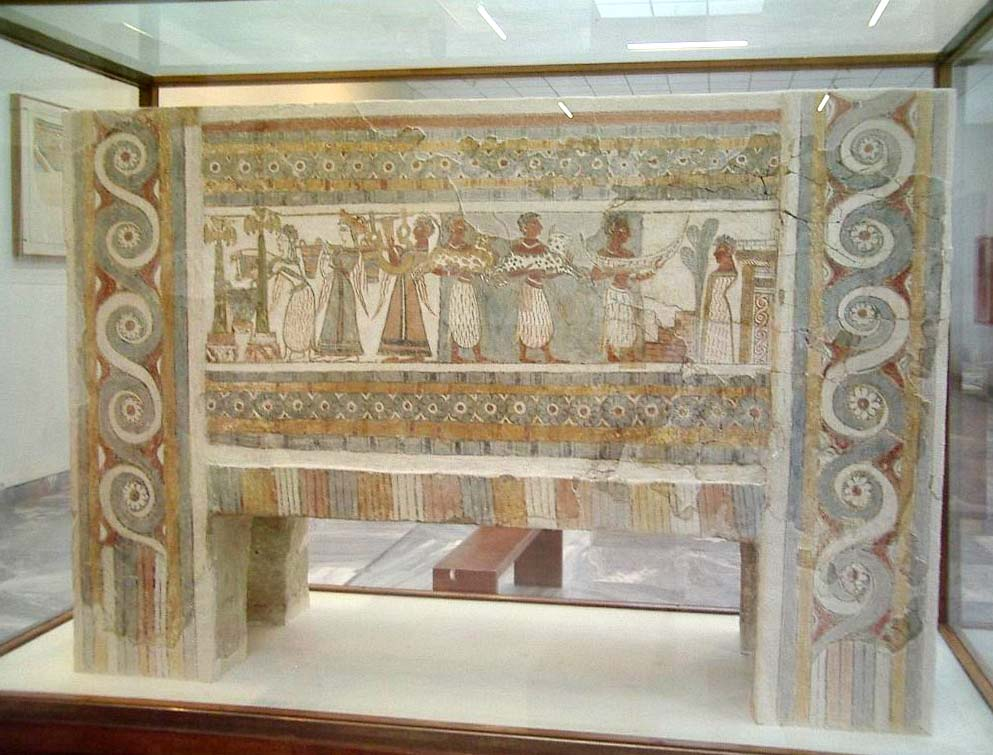
Den berömda Hagia Triada-sarkofagen

Hagia Triada utgrävdes 1900 - 08 av en grupp från italienska Scuola Archeologica Italiana di Atene, ledd av Federico Halbherr och Luigi Pernier. På platsen finns en stad och ett ”miniatyrpalats", ett gammalt dräneringssystem och tidiga minoiska Tholosgravar. Bebyggelsen var i bruk, i olika former, från tidig minoiska tid  fram till senminoisk tid.
De fann en sarkofag målat med lysande scener från kretensiska livet. Det är den enda kalkstenssarkofag av sin tid som hittills upptäckts och den enda sarkofag med en serie berättande scener från den minoiska begravningsritualen. Det är dock möjligt att den minoiska religiösa övertygelse blandades med tron hos Myceneanerna som erövrade ön på 1300-talet f. Kr. Den var ursprungligen använd för begravning av en prins.
I centrum av en av långsidorna av sarkofagen finns en scen med tjuroffer. Till vänster om den andra långsidan en krönt kvinna som bär två kärl. Vid hennes sida finns en man, klädd i en lång klädnad, som spelar en sjusträngad lyra. Detta är den tidigaste bilden av en lyra känd från det klassiska Grekland.